# Maksym Sandul
Maksym Oleksandrovyč Sandul (in ucraino Максим Олександрович Сандул?; Vinnycja, 20 febbraio 1991) è un cestista ucraino.